# Liste des implémentations d'Emacs
Cet article liste les différentes implémentations d'Emacs.

## Emacs originel
- Emacs
  - Date: fin 1976
  - Prérequis: Assembleur MIDAS pour PDP-10/DEC-20
  - Implémentation de bas niveau: TECO
  - Extension: TECO
  - Environnement: ITS sur machine DEC PDP-10 ou TOPS-20 sur machine DEC-20
  - Auteur: Richard Stallman, MIT[2]
  - Code source disponible[3].

## Premières versions basées sur Lisp
- EINE
- ZWEI
- ZMacs

## Emacs du projet GNU
- GNU Emacs
  - Implémentation de bas niveau en C avec l'implémentation d'un interpréteur LISP[4]
  - Extension: Emacs Lisp

## Autres implémentations

### Contexte

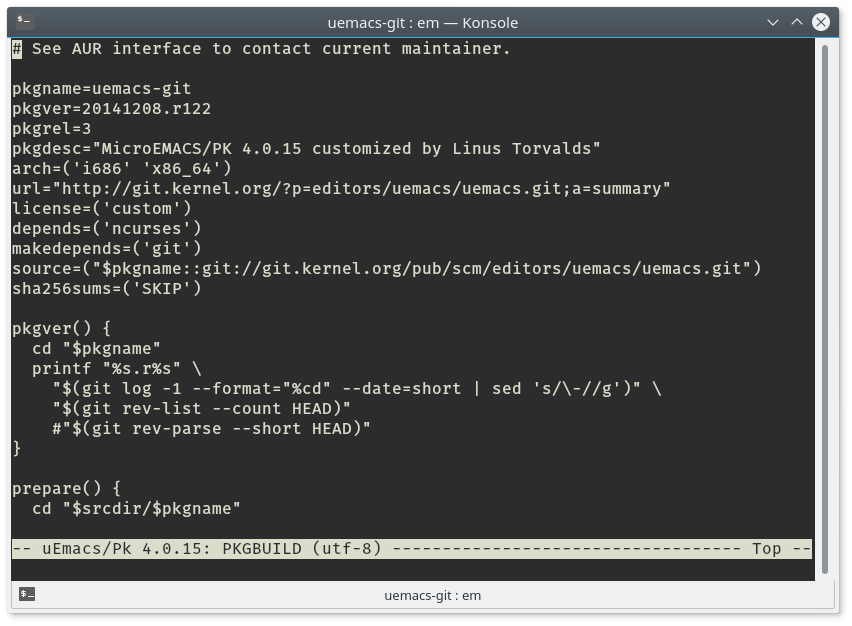
Capture de microEmacs-Pk

GNU Emacs était initialement prévu pour des machines disposant d'un espace d'adressage de 32 bits et disposant d'un mégaoctet de RAM, ce qui le réservait à cette époque à des machines considérées comme haut-de-gamme. Ce fait a laissé de la place à des versions plus réduites. Parmi les plus remarquables :
- MicroEMACS, une version très portable, originellement écrite par Dave Conroy, et ensuite développée par Daniel Lawrence, et qui existe sous de nombreuses variantes. C'est l'éditeur utilisé par Linus Torvalds.
- MG, d'abord appelé MicroGNUEmacs, une ramification de MicroEMACS prévue pour ressembler davantage à GNU Emacs. Elle est maintenant installée par défaut sur OpenBSD.
- JOVE (Jonathan's Own Version of Emacs), une version non programmable d'Emacs pour les systèmes UNIX et assimilés, écrite par Jonathan Payne.
- Freemacs, une version pour FreeDOS avec un langage d'extension basé sur une pile, le tout dans la limite de 64 Ko de mémoire vive.

### Liste détaillée

#### Logiciels libres
- Anthony's Editor
- Aquamacs
- Bzdired
- Climacs
- Demacs
- E3
- EDMACS
- Edwin
- Elle
- Emacs for HP49G and HP49G+
- Emacs for NeXTstep
- Emacs for OS X and OS 9
- EmACT
- Epoch
- ErgoEmacs
- Ermacs
- Evi
- Femto-Emacs
- Folding Editor
- Freemacs
- Freyja
- Gnome
- Gnu TeXmacs
- Gulam
- Hemlock
- Jade
- JASSPA
- JED
- JEmacs (Kawa)
- JOE
- JOVE, Jonathan's Own Version of Emacs
- KEmacs, Kanji Emacs
- ME2, Mutt Editor II
- Meadow
- MG
- MULE, Multi-Lingual Enhancement to Emacs
- Nemacs, Nihongo Emacs
- NILE
- NotGNU
- NTEmacs
- Ntemacs.exe
- Nitemacs
- NTNOT
- PceEmacs
- OEmacs
- PE, PalEdit
- QEmacs
- SXEmacs
- Tint
- TkEmacs
- Tovj, Tom's own version of Jove
- Treemacs
- Lucid Emacs puis XEmacs
- Xyzzy
- Ymacs
- YR-Emacs
- Zee, dérivé de Zile
- Zile, Zile is lossy Emacs

#### Logiciels propriétaires
- ADEPT
- Alpha
- Amacs
- AMIS
- AxE
- Barry's Emacs
- Brief
- CCA Emacs
- E3
- EMACS-TC
- Epsilon (en)[5]
- EVE, Extensible VAX Editor
- FINE
- FrameMaker
- Fred, Fred Resembles Emacs Deliberately
- Infinitor
- InfoDock
- Interleaf
- M
- MicroEMACS
- Mince
- PMATE, ZMATE
- Preditor
- Preditor2
- SlickEdit
- Visual SlickEdit
- SPE Editor
- Sprint
- Sys-IX Editor
- Unipress Emacs
- VOS Emacs
- Win-Emacs
- Zmacs
- Zmacs TI

#### Anciens logiciels plus disponibles
- EINE puis ZWEI
- Emacs20
- Gosling Emacs
- Leif
- Multics Emacs
- NMODE
- TORE
- PD
- Scame
- SINE
- TV
- UE
- VINE
- Z80EMACS